# دریل

طرح یک دریل برقی.

دریل ابزاری است دستی یا الکتریکی، که برای سوراخ کردن چیزها به کار می‌رود. دریل را با توجه به قدرت آن و نیز با استفاده از مَتّه مناسب، می‌توان برای سوراخ کردن چوب، فلز و بتن به کار برد.
با پیشرفت ابزارها، امروزه نه تنها برای سوراخ کاری، بلکه با اضافه کردن قطعاتی دیگر، می‌توان امکاناتی مانند ساییدن، گردبر، عمودبر و… را هم به این دستگاه اضافه کرد، اگرچه بهتر است برای هر کاری از ابزار مناسب همان کار استفاده کرد.

## انواع نیرو محرکه دریل
دریل، انواع دستی، برقی، دریل شارژی و بادی (که توسط نیروی باد می‌چرخد) دارد. نوع برقی با استفاده از برق یا باتریِ قابل شارژ، کار می‌کند. همچنین نوع ستونی دریل نیز وجود دارد که مصارف صنعتی دارد.

### مشخصات اصلی یک باتری در دریل‌های شارژی

#### ولتاژ باتری
این پارامتر هر چه بیشتر باشد، موتور دستگاه از قدرت بیشتری برخوردار است.

#### ظرفیت باتری(آمپراژ)
هر چقدر این عدد بالاتر باشد، مدت زمانی که می‌توانید از دستگاه خود بدون نیاز به شارژ مجدد، استفاده کنید بیشتر خواهد بود.

#### نوع باتری(ماده سازندهٔ باتری)
دو نوع باتری در حال حاضر رایج هستند: باتری نیکل-کادمیوم (Ni-Cd) و باتری یونِ لیتیوم (Li-Ion).
باتری نیکل کادمیوم
- مزیت: عدم افت ولتاژ هنگام کار
- معایب: وزن سنگین، عمر کمتر از باتری یونِ لیتیوم، زمان شارژ طولانی‌تر، نیازمند به مراقبت بیشتر

باتری یونِ لیتیوم
- مزایا: وزن سبک، عمر بسیار بالا، کارایی مناسب در فصول سرد، زمان شارژ کوتاه
- معایب: حساس نسبت به نور مستقیم آفتاب

## انواع دریل
دریل‌ها شامل انواع مختلفی می‌شوند. مثل:
دریل چکشی، دریل گیربکسی، دریل بتن کن، دریل شارژی، پیچ‌گوشتی شارژی، دریل دستی، دریل ستونی، دریل مگنت

## دریل شارژی
دریل شارژی برای سوراخ کاری بدون برق استفاده می‌شود. دریل شارژی نیروی خود را از طریق باتری نیکل کادمیومی یا لیتیومی تأمین می‌کند. بیشینه سرعت دوران این دریل‌ها نزدیک ۲۰۰۰ دور بر دقیقه است. این دریل‌ها توانایی چرخش در دو جهت را دارند.
قسمت‌های اصلی این دریل‌ها عبارت اند از: موتور، سه نظام و باتری. دریل شارژی دارای سه حالت معمولی، چکشی و حالت پیچ گوشتی است. از حالت پیچ گوشتی برای باز و بستن پیچ استفاده می‌شود. برخی مدل‌ها دارای چراغ نشانگر مقدار شارژ باتری می‌باشند.

## قابلیت‌های دریل شارژی
۱. مجهز به شارژ سریع به همراه ۲ عدد باتری رزرو با قابلیت شارژ پذیری حدوداً ۱۰۰۰ مرتبه.
۲. دارای ابزار گیر (سه نظام) ۱۰ میلی‌متر اتوماتیک جهت تسریع در تعویض مته و سری پیچ گوشتی.
۳. بر روی قسمت فوقانی دریل پیچ گوشتی شارژی ۱۲ ولت کلید تغییر دور تعبیه گردیده که در وضعیت یک در حالت آزاد ۴۰۰ دور در دقیقه و در وضعیت دو در حالت آزاد ۱۲۰۰ دور در دقیقه به کاربر ارائه می‌دهد.
1. کلید اصلی به صورت دیمر دار داخلی است که هرچه بیشتر بر روی کلید فشار اعمال گردد سه نظام دستگاه با دور بیشتری به حرکت در خواهد آمد.
2. ترمز و کنترل الکترونیکی سرعت نیز مانع از بسته شدن بیش از حد پیچ شده و منجر به افزایش سرعت و کارایی پیچ گوشتی کاری می‌شود.
3. سوراخ کاری در بتن و متریال‌های سخت

## دریل بتن کن
دریل بتن کن یک وسیله تخریب و سوراخکاری است که از آن‌ها برای تخریب سبک و حفاری مصالحی مانند بتن، آجر و سنگ، استفاده می‌شود. دریل بتن کن از جهاتی به چکش تخریب شباهت دارد. اما دریل‌های بتن کن قادر به انجام عملیات سوراخ‌کاری هستند، اما چکش‌های تخریب نمی‌توانند چنین عملیاتی را به انجام برسانند.

## دریل برقی
از نظر فنی دریل برقی نوعی موتور الکتریکی است که مته را در چوب، پلاستیک، سنگ یا فلز می‌چرخاند و با این کار در آن‌ها سوراخ یا حفره ایجاد می‌کند. همچنین در دریل‌هایی که قابلیت پیچ‌گوشتی دارند، اگر پیچ‌گوشتی به آن نصب کنید، می‌توانید پیچ‌ها را با سرعت خیلی زیادی باز و بسته کنید. دریل برقی شامل قسمت‌هایی مثل دسته، دکمه خاموش و روشن، دکمه مخصوص تغییر جهت چرخش مته، تنظیم‌کننده گشتاور و سه نظام می‌شود.
از تفاوت‌های دریل برقی نسبت به دریل شارژی می‌توان به این نکته اشاره کرد که برای انجام کار با دریل‌های برقی، کافی است در نزدیکی شما منبع برق وجود داشته باشد و شما سیم دریل برقی را به برق زده و تا هر زمانی که طول کشید از آن استفاده می‌کنید و دیگر نگران تمام شدن شارژ باتری آن نیستید.

## انواع سه نظام
در بخش جلوی دریل، قطعه‌ای به نام سه‌نظام وجود دارد که مته را محکم نگه می‌دارد. سه نظام، دو نوع اتوماتیک و آچارخور دارد. سه نظام اتوماتیک با دست باز و بسته می‌شود. سه نظام آچارخور به وسیله آچار سه نظام، باز و بسته می‌شود.

### قابلیت چپ گرد و راست گرد
چپ گرد و راست گرد بودن دریل به منظور استفاده از آن به عنوان پیچ گوشتی لازم است. با این کار قادر به بستن و نیز بازکردن پیچ‌ها خواهیم بود. در حالت عادی مته‌ها برای سوراخ کردن به صورت ساعت گرد (راست گرد) می‌چرخند. این جهت حرکت برای بستن پیچ‌ها هم کافی است؛ اما برای بازکردن پیچ‌ها، لازم است تا دریل به صورت پاد ساعت گرد (چپ گرد) بچرخد. این کار با دکمهٔ دو حالته‌ای که بالاتر از دکمه اصلی دریل قرار دارد انجام می‌شود.

### کنترل گشتاور
کنترل گشتاور (Torque) که به آن اصطلاحاً گیربکس (Gearbox) یا جعبه دنده نیز می‌گویند (درست مانند گیربکس اتوموبیل)، در بستن پیچ‌ها به کار می‌آید. بعضی از دریل‌ها مجهز به گیربکس هستند. به‌طور کلی گشتاور، میزان نیروی چرخشی است که پیچ گوشتی به پیچ وارد می‌کند و آن را می‌چرخاند. در بسیاری از موارد، مخصوصاً کار با چوب، مهم است که نیروی بیش از حد به پیچ وارد نشود. به ویژه زمانی که پیچ تا انتها پیچیده شده‌است؛ زیرا در غیر این صورت جای پیچ گشاد و هرز می‌شود و امکان شکستن قطعه چوب نیز وجود دارد؛ بنابراین در بسیاری از پیچ گوشتی‌های برقی و شارژی می‌توان میزان گشتاوری که به پیچ وارد می‌شود را تنظیم کرد. گشتاور معمولاً از طریق حلقه‌ای که بر سر دریل وجود دارد و بر اساس شماره‌هایی که بر روی آن درج شده‌است، قابل تنظیم است. گشتاور در برخی دریل‌ها از ۱تا ۱۳ و در موارد پیشرفته تر از ۱ تا ۲۵ شماره‌گذاری شده‌است.